# Anisorrhina palliata
Anisorrhina palliata är en skalbaggsart som beskrevs av Gerstaecker 1883. Anisorrhina palliata ingår i släktet Anisorrhina och familjen Cetoniidae.

## Underarter
Arten delas in i följande underarter:
- A. p. collinsi
- A. p. werneri